# Evala

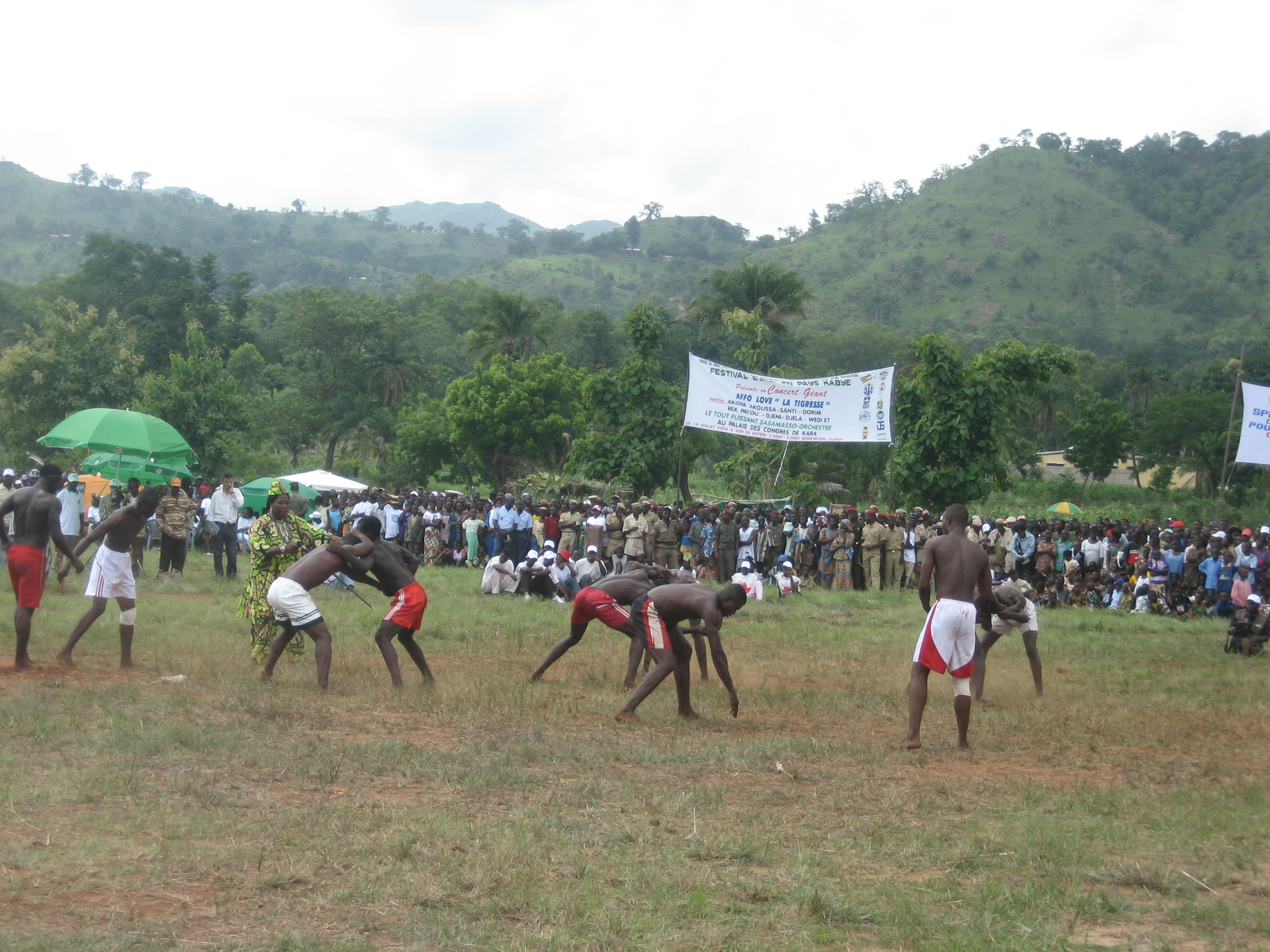
Evala-Fest in Togo

Evala ist der Name eines Rituals des im nördlichen Togo ansässigen Volkes der Kabiyé und eine traditionelle Form des Ringkampfes, welcher in diesem Zusammenhang von den Kabiyé praktiziert wird.

## Kulturelle Bedeutung
Das Evala-Fest findet jährlich im Juli statt und dauert mehrere Tage. Für die Kabiyé ist dieses ein wichtiges gesellschaftliches Ereignis, welches täglich tausende Besucher anzieht und regelmäßig von hochrangigen Politikern besucht wird. Die Ringkämpfe sind Bestandteil des Initiationsrituals junger Männer zu Erwachsenen. Innerhalb dieses Rituals stellt Evala das vorletzte Element dar. Die ausgetragenen Ringkämpfe stellen den Kampf um Ruhm und Ehre für den Familiennamen dar. Auf den vorliegenden Stationen leben die jungen Männer von ihren Eltern getrennt und bereiten sich zuerst durch geistiges Training auf das Ritual und das Leben als Erwachsener vor. Auf einer rituellen Wanderung müssen die jungen Kabiyé verschiedene Aufgaben bestehen, bevor sie anschließend am Evala-Fest teilnehmen. Den Abschluss des Rituals bildet die Beschneidung. Das Übergangsritual der Frauen, die Akpéma, findet im August statt.

## Politischer Hintergrund
Evala diente der diktatorischen Regierung Gnassingbé Eyadémas als Rekrutierungsinstrument für den Armeedienst. Eyadéma, selber ein Kabiyé, besetzte während seiner Amtszeit einen großen Anteil der öffentlichen Ämter mit Angehörigen seiner Ethnie, besonders im militärischen Bereich waren bis zu 80 % der Armeeangehörigen Kabiyé.